# Kenneth Brylle
Kenneth Brylle Larsen (* 22. května 1959, Kodaň) je bývalý dánský fotbalista. Obvykle nastupoval na pozici útočníka. S dánskou reprezentací získal bronzovou medaili na mistrovství Evropy v roce 1984 (odehrál na turnaji 2 zápasy). Za národní tým nastupoval v letech 1980–1988 a odehrál za něj 16 utkání, v nichž vstřelil 2 góly. Na klubové úrovni dosáhl největších úspěchů v belgickém Anderlechtu Brusel, s nímž se stal v sezóně 1980/81 mistrem Belgie a vyhrál s ním Pohár UEFA 1982/83. O sezónu později (1983/84) se ve stejné soutěži s Anderlechtem probil až do finále. V Anderlechtu Brusel působil v letech 1979–1984. S dalším belgickým klubem Club Brugge KV vybojoval mistrovský titul v ročníku 1987/88 a dvakrát s ním získal belgický pohár (1986, 1988). V Poháru UEFA 1987/88 se v jeho dresu stal se šesti brankami nejlepším střelcem ročníku. V Belgii hrál ještě za Beerschot VAC (1989–1991) a Lierse SK (1991–1992). Působil též v dánských klubech Hvidovre IF (1976–1978) a Vejle BK (1978–1979), v nizozemském PSV Eindhoven (1984–1985), francouzském Olympique Marseille (1985–1986) a španělském Sabadellu (hostování 1986–1987). Po skončení hráčské kariéry se stal trenérem (FC Knokke, KV Oostende, Eendracht Aalter, WS Lauwe, SC Wielsbeke, Hvidovre) a hledačem talentů (Bruggy).